# Remo Chiti
Remo Chiti (Staggia Senese, 26 novembre 1891 – Roma, 23 gennaio 1971) è stato uno scrittore, giornalista, drammaturgo e poeta italiano particolarmente attivo all'interno del movimento artistico e culturale del Futurismo e in particolare del teatro futurista sintetico.

## Biografia
Trasferitosi in giovane età a Firenze per motivi di studio entrò in contatto con l'ambiente delle riviste fiorentine nel quale collaborò con Emilio Settimelli e Mario Carli al periodico di critica diretto da Virgilio Scattolini La difesa dell'arte e a Il Centauro fondato nel 1912 da Carli e Settimelli.
Chiti occupò un posto di rilievo (insieme ad altri fra i quali Balilla Pratella, Paolo Buzzi) nelle attività di rinnovamento del teatro componendo quelle brevi sintesi teatrali (Parole, Parossismo, Costruzioni) che Marinetti aveva teorizzato con Corra e Settimelli nel Manifesto del Teatro futurista sintetico del 1915.
Il Chiti sintetizzò l'esperienza del teatro futurista nel breve opuscolo I creatori dei teatro sintetico futurista (Firenze 1915), dove riconobbe a Corra e Settimelli nel 1913 «i primi tentativi di un teatro nuovo e definendo i fini concreti che il teatro "sintetico" si proponeva». Del 1915 è un "dramma d'incubo telepatico" dal titolo Giallo e nero con chiara allusione ai colori asburgici e fortemene anti-austriaco; apparve inoltre come attore nelle "sintesi teatrali" messe in scena nelle numerose e clamorose "serate" futuriste.
Nel 1916 il gruppo composto da Chiti, Corra, Arnaldo Ginna, Carli, Settimelli e Maria Ginanni, fondò in antitesi con il periodico Lacerba il quindicinale L'Italia futurista, rivista vicina al "secondo futurismo fiorentino" che nutriva un marcato interesse per i fenomeni dell'occulto, dell'onirico e del medianico. Lo stesso gruppo del L'Italia futurista girò nel 1916 il film Vita futurista a cui partecipò lo stesso Chiti. Nel settembre 1916 Chiti firmò insieme a Marinetti, Corra, Settimelli, Ginna, Balla il Manifesto della cinematografia futurista (Milano, 11 settembre 1916) che condensava a livello teorico quanto espresso nel film.
Nel tempo il Chiti collaborò,a volte come redattore della terza pagina, e spesso anche come illustratore, a numerosi giornali e riviste: Testa di ferro, Brillante, L'Impero, Oggi e domani, L'Universale, Il Giornale d'Italia, La Patria. Intorno al 1950 circa compose l'atto "sintetico" Pregiatissimo signore in cui Chiti riprende le formule stilistiche dell'ormai superata esperienza futurista.
Chiti morì a Roma nel 1971; le sue opere sono raccolte da Mario Verdone nel volume postumo La vita si fa da sé (Ed. Cappelli, Bologna, 1974).